# كأس النرويج 1992
كأس النرويج 1992 (بالنرويجية: Norgesmesterskapet i fotball for menn 1992)‏ هو الموسم 87 من كأس النرويج. أشرف على تنظيمه اتحاد النرويج لكرة القدم، وفاز فيه نادي روسنبورغ.